# Abeledo-Perrot
La editorial Abeledo-Perrot es una sociedad anónima, fue fundada en 1956 por Juan Carlos Abeledo y Emilio José Perrot, uniendo dos casas editoriales. En el año 1999 fue adquirida por la firma LexisNexis y, el 31 de marzo de 2008.
Las operaciones fueron transferidas al holding editorial Legal Publishing Netherlands, conformado por el fondo de inversión Palmfund LLC. La operación costó aproximadamente 25 millones de dólares, ya que la editorial cuenta con unos 2 mil títulos, con una producción de 200 obras por año -ya sean en línea o impresas- y 100 autores.

## Productos
- Libros
- Códigos
- AbeledoPerrot Buenos Aires
- AbeledoPerrot Compact
- AbeledoPerrot Córdoba
- AbeledoPerrot Online
- Jurisprudencia Argentina
- Legislación Argentina
- Revista de Derecho Administrativo
- Revista de Derecho Ambiental
- Revista de Derecho Comercial y de las Obligaciones
- Revista de Derecho de Familia
- Revista de Derecho Laboral y Seguridad Social
- Revista de Derecho Penal y Procesal penal
- Revista Derecho Fiscal[5]

## Autores
Los siguientes autores han contribuido con obras en la editorial Abeledo-Perrot:
- Carlos Cossio
- Augusto Mario Morello
- H. L. A. Hart: Traducción al español.
- Daniel Herrendorf
- Ricardo Lorenzetti
- Amadeo Allocati